# カリーナ・ラウンド
カリーナ・ラウンド（Carina Round、1979年4月20日 - ）は、イングランドのウェスト・ミッドランズ・ウルヴァーハンプトン出身であるイギリスのシンガーソングライターである。

## 略歴
1996年夏、ウルヴァーハンプトンにある地下アコースティック・クラブでのギグに続き、ラウンドはバーミンガムのロニー・スコット・クラブでの3夜のライブでサポートを受けた。これによって、デヴィッド・グレイ、マイルス・ハント、ベン・クリストファーズ、マーク・アイツェル、クストー、エルボー、アイ・アム・クルート、トゥーリン・ブレイクス、エド・ハーコート、ライアン・アダムスなどのサポートの仕事が導かれ、バーミンガムでライアンをサポートした後には、彼のロンドンでのライブにゲストとして招かれた。これらのライブでは、共作曲の「Idiots Dance」と「Come Pick Me Up」をアンコールとして再び演奏した。その後の数か月、ラウンドのライブには、コントラバスのサイモン・ジェイソン・スミス、ドラムのマーカス・ギャレー、ギタリストのトム・ライヴモアが参加した。彼らの最初のギグは、バーミンガム・ソングライター・フェスティバルにおけるコールドプレイの特別な1回限りのサポート・ライブであった。
このバンドは、友人であり音楽プロデューサーのギャヴィン・モナガンとマジック・ガーデン・スタジオにて、デビュー・アルバム『The First Blood Mystery』をレコーディングした。このアルバムは10日間で録音、ミックスされ、2001年に「Animal Noise」レーベルを通じてイギリスでリリースされた。その後、グレン・ティルブルックと一緒にイギリスをツアーした。
彼女は2003年に、再びマジック・ガーデン・スタジオにてギャヴィン・モナガンとレコーディングしたアルバム『The Disconnection』でシーンに戻ってきた。アルバムはアヌーシュカ・フィズ（この時以来、ラウンドをサポートすることとなる写真家で、ユーリズミックスのデイヴ・スチュワートの妻）が撮影したカバーでイギリスにてリリースされた。その後、2004年に米国のインタースコープ・レコードから、視覚に影響を与えないような別のカバー写真でリリースされた。このアルバムは、ビョーク、ジェフ・バックリー、ロバート・プラントとの比較をもたらした。ラウンドは、2003年後半にイギリス・ツアー、2004年1月に別のツアーで『The Disconnection』をプロモートした。その後、1か月にわたるアメリカ・ツアーが続き、さらに、ダミアン・デンプシーやジェイムス・ブラントとの別のツアーのためにイギリスに戻った。
ラウンドは2005年にロサンゼルスに移住し、より親しみやすくて電子的に装飾されたサウンドを特徴とするグレン・バラードと共に、アルバム『Slow Motion Addict』を制作した。アルバムのリリースは完成から1年遅れたが、最終的には2007年になりアメリカでリリースされた。
同年、リンプ・ビズキットのギタリスト、ウェス・ボーランドが率いるバンド、ブラック・ライト・バーンズのデビュー・アルバム『クルーエル・メロディ』のタイトル曲に参加。また、2007年には、アニー・レノックスの米国ツアーにおけるサポートアクトとしてラウンドが選ばれ、その年の後半と2008年の初めにはイギリスでのライブ日程が続いた。
2009年5月12日、ラウンドは5曲入りEP『Things You Should Know』をリリースしている。EPは一般的にはデジタル・リリースで入手でき、CDは彼女のライブ会場でのみ入手可能。デジタルEPの予約購入として「Do You」と「For Everything a Reason」のアコースティック・バージョン2曲の追加トラックが付属していた。EPの最初の曲「Backseat」には、ビデオとリミックスがつくられている。
2009年秋、ラウンドは、トゥールのメイナード・ジェームス・キーナンによるアリゾナ州をベースとしたプロジェクト、プシファーのツアー・メンバーとなり、彼らのアルバム『Conditions of My Parole』にで一緒に作業し、ライブのオープニングアクトも担当した。
この間に、ラウンドはトワイライト・シンガーズのアルバム『Dynamite Steps』でも歌っている。彼女はまた、バラードと再び組んだり、オスカーにノミネートされたことのある作曲家ジョン・デブニーと一緒に映画『バレンタインデー』のために作曲された楽曲に取り組んだ。彼女はアカデミー賞候補になったことのあるマルコ・ベルトラミと共作し、その年の初めに自主リリースされたオルタナティヴ・カントリーのサイドプロジェクト、アーリー・ウィンターズでセルフタイトルのアルバムを仕上げた。
彼女の曲「For Everything A Reason」と「Do You」が、FXのテレビ・シリーズ『アメリカン・ホラー・ストーリー』でフィーチャーされている。
2011年10月、ラウンドは再びプシファーとツアーを行うと発表された。彼女は、2011年11月7日にワシントン州シアトルで開催された、北アメリカでの「Conditions of My Paroleツアー」初日からプシファーのオープニングアクトを行った。これは、プシファーのメンバーとしてのパフォーマンスに加えて、その前座としても登場したということである。
カリーナ・ラウンドは、2012年5月1日、Dehisce Records経由でThe Orchardを通じて配給された、ラウンドとダン・バーンズ (Dan Burns)がプロデュースした11曲入りのアルバム『Tigermending』をリリースした。アルバムでコラボレーションしたアーティストには、デイヴ・スチュワートや、ブライアン・イーノ（「The Secret of Drowning」）、ビリー・コーガン（Got to Go (2000 Years BC Mix)」）が含まれている。
アーリー・ウィンターズにおけるラウンドのバンドメイトの1人であるカナダのシンガーソングライター、ジャスティン・ラトリッジ (Justin Rutledge)による2013年のアルバム『Valleyheart』に、彼女はゲスト・ボーカリストとして参加している。
2013年4月、コーチェラやロラパルーザ・チリ、ブラジルで、プシファーと共演した。
2014年2月、ビリー・コーガンがプロデュースしたシエラ・スワンのアルバム『Good Soldier』の収録曲「I Feel」にゲスト・ボーカリストとして参加。
2016年と2019年に、彼女はティアーズ・フォー・フィアーズでツアーを行い、バック・ボーカルを担当し、2曲ではリード・ボーカルも務めた。

## ディスコグラフィ

### ソロ・アルバム
- The First Blood Mystery (2001年)
- The Disconnection (2003年)
- Slow Motion Addict (2007年)
- Tigermending (2012年)
- Tigermixes (2015年) ※2012年のアルバム『Tigermending』の全曲リミックスをフィーチャー

### ソロ・EP & シングル
- "Into My Blood" (2004年) ※シングル
- Lacuna (2004年) ※EP
- Things You Should Know (2009年) ※デジタルEP
- "The Last Time" (2011年) ※シングル。限定版7インチ・ヴァイナル盤では「Girl and the Ghost」のプシファーのシエラ・スワンによるリミックスをフィーチャー
- "Come Undone" (2014年) ※シングル。Featuring Aidan Hawken and Zac Rae。デュラン・デュラン1993年のシングルをカバー

### プシファー
- "C" Is for... (2009年)
- Sound into Blood into Wine (2010年)
- Conditions of My Parole (2011年)
- Donkey Punch the Night (2013年)
- Money Shot (2015年)
- Apocalyptical (2020年)

### アーリー・ウィンターズ
- Early Winters (2011年)
- Vanishing Act (2014年)
- I Want to Break Your Heart (2017年)